# Distrikt Nicolás de Piérola
Der Distrikt Nicolás de Piérola liegt in der Provinz Camaná in der Region Arequipa im Südwesten von Peru. Gegründet wurde der Distrikt am 3. November 1944. Benannt wurde der Distrikt nach Nicolás Fernández de Piérola Flores del Campo, einem peruanischen Politiker, Mediziner und Naturwissenschaftler des 19. Jahrhunderts.
Der Distrikt Nicolás de Piérola hat eine Fläche von 391 km². Beim Zensus 2017 wurden 7106 Einwohner gezählt. Im Jahr 1993 lag die Einwohnerzahl bei 5301, im Jahr 2007 bei 6065. Sitz der Distriktverwaltung ist die 15 m hoch gelegene Kleinstadt San Gregorio mit 4532 Einwohnern (Stand 2017). San Gregorio liegt 5,5 km nördlich der Provinzhauptstadt Camaná. Die Nationalstraße 1S (Panamericana) verläuft entlang der südwestlichen Distriktgrenze.

## Geographische Lage
Der Distrikt Nicolás de Piérola liegt im zentralen Norden der Provinz Camaná. Der Río Camaná durchfließt den Distrikt auf einer Länge von etwa 40 km in überwiegend südwestlicher Richtung. Entlang dem Flusslauf wird bewässerte Landwirtschaft betrieben. Ansonsten besteht das Gebiet aus unbewohnter Wüstenlandschaft.
Der Distrikt Nicolás de Piérola grenzt im Westen an den Distrikt Mariscal Cáceres, im Norden an die Distrikte Chuquibamba (Provinz Condesuyos) und Uraca (Provinz Castilla), im Osten an den Distrikt Majes (Provinz Caylloma), im Süden an den   Distrikt Samuel Pastor sowie im Südwesten an den Distrikt José María Quimper.

## Ortschaften
Neben dem Hauptort San Gregorio gibt es noch folgende größere Orte im Distrikt:
- El Medio (1526 Einwohner)